# Seleção Andorrana de Futebol
A Seleção Andorrana de Futebol (em catalão:  Selecció de futbol d'Andorra) representa Andorra em competições internacionais. Ela é controlada pela Federação Andorrana de Futebol, o órgão regulador do futebol em Andorra. A equipe tem tido muito pouco sucesso, devido em parte à sua baixa população, uma das menores da Europa.
O primeiro jogo oficial da seleção de Andorra foi contra a Estônia com uma derrota por 6-1 em 1996. Andorra já competiu em eliminatórias para o Campeonato Europeu e Copa do Mundo, mas venceram apenas 6 partidas, 5 em casa e uma fora.

## História
Embora a federação de futebol de Andorra tenha sido formada em 1994, o campeonato nacional de futebol começou apenas em 1995. A equipe não podia participar de competições internacionais importantes, até que se juntou à FIFA e à UEFA em 1996. A equipe nacional jogou sua primeira partida contra a Estônia em Andorra la Vella, e perdeu por 6-1.
A primeira partida de Andorra em uma competição da FIFA foi uma derrota por 3-1 contra a Armênia em 5 de setembro de 1998 em uma eliminatória para o Campeonato Europeu de Futebol de 2000. Andorra perdeu todos os 10 jogos que disputou para o torneio. A equipe se esforçou particularmente em jogos fora de casa, cada derrota foi de no mínimo 3 gols. Andorra marcou apenas 3 gols, sendo que 2 foram de pênalti. Sofreu 28 gols e a maior derrota da equipe nessas eliminatórias foi um 6-1 contra a Rússia.
Nas Eliminatórias para a Copa de 2002, Andorra ficou num grupo com Chipre, Estônia, Holanda, Irlanda e Portugal. Não venceu nenhuma partida, marcou apenas cinco gols e levou 36 (saldo de -31). Esteve perto de vencer sua primeira partida oficial em setembro de 2000, mas gols de Marios Agathokleous (que entrou no segundo tempo) e Michalis Konstantinou (no final da partida) deram a vitória ao Chipre. O ponto mais baixo da campanha foi a dupla goleada sofrida frente a Portugal, que venceria o primeiro jogo por 7 a 1, fora de casa (quatro gols de Nuno Gomes) e o segundo, por 5 a 0 (dois gols de Nuno Gomes, um de Luís Figo, um de Pedro Pauleta e outro de João Pinto).
A primeira vitória oficial veio em 2004, no jogo entre Andorra e Macedônia válido pela Eliminatórias da Copa do Mundo FIFA de 2006. Coube ao meio-campista Marc Bernaus marcar o gol histórico, aos 60 minutos de jogo (15 minutos do segundo tempo). Depois da partida, o técnico da Macedônia, Dragi Kanatlarovski, pediu demissão e definiu o resultado como "uma humilhação". A seleção andorrana terminou o grupo 1 na lanterna, desta vez com cinco pontos. Porém nas Eliminatórias das Euros 2008 e 2012 e da Copa de 2010, Andorra voltou a perder todas as partidas, tendo sofrido a maior derrota de sua história em outubro de 2008, com um 7 a 0 favorável à Croácia. Dois meses antes, havia sofrido 8 a 1 da República Tcheca.

Uniformes da Seleção Andorrana de Futebol.

Em 2017, Andorra conseguiu, pela primeira vez em sua história, vencer 2 jogos em 1 ano; em amistoso disputado em fevereiro, derrotou San Marino por 2 a 0 (foi a primeira vitória andorrana fora de casa), e e em junho, venceu a tradicional Hungria em partida válida pela Eliminatórias da Copa do Mundo FIFA de 2018, pelo placar de 1 a 0 (gol marcado pelo zagueiro Marc Rebés).
Em 2020, Andorra novamente perde por sete gols de diferença, dessa vez em um amistoso diante de Portugal.

## Copa do Mundo
- 1930 a 1998 - não disputou
- 2002 a 2022 - não se classificou

## Eurocopa
- 1960 a 1996 - não disputou
- 2000 a 2024 - não se classificou

## Recordes
- Atualizado até 19 de novembro de 2024

## Fornecedores de material esportivo
| Fornecedor | Período       |
| ---------- | ------------- |
| Reusch     | 1996–2000     |
| Reebok     | 1998–2004     |
| Diadora    | 2004–2006     |
| Joma       | 2006–2008     |
| Adidas     | 2008–2018     |
| Macron     | 2018–2022     |
| Errea      | 2022–presente |

Jogadores em negrito ainda em atividade pela Seleção Andorrana.
| Pos. | Nome               | Partidas | Gols | Em atividade |
| ---- | ------------------ | -------- | ---- | ------------ |
| 1    | Ildefons Lima      | 137      | 11   | 1997–2023    |
| 2    | Márcio Vieira      | 129      | 2    | 2005–        |
| 3    | Marc Pujol         | 121      | 4    | 2000–        |
| 4    | Óscar Sonejee      | 106      | 4    | 1997–2015    |
| 5    | Marc Vales         | 97       | 5    | 2008–        |
| 6    | Moisés San Nicolás | 87       | 0    | 2012–        |
| 7    | Josep Gómes        | 86       | 0    | 2006–        |
| 8    | Josep Ayala        | 84       | 1    | 2002–2017    |
| 9    | Manolo Jiménez     | 79       | 1    | 1998–2012    |
| 10   | Koldo Álvarez      | 78       | 0    | 1998–2009    |

| Pos. | Nome              | Gols | Partidas | Média por jogo | Em atividade |
| ---- | ----------------- | ---- | -------- | -------------- | ------------ |
| 1    | Ildefons Lima     | 11   | 137      | 0.08           | 1997–2023    |
| 2    | Albert Rosas      | 5    | 20       | 0.25           | 2021–        |
| 2    | Cristian Martínez | 5    | 77       | 0.065          | 2009–        |
| 2    | Marc Vales        | 5    | 97       | 0.052          | 2008–        |
| 2    | Marc Pujol        | 5    | 115      | 0.035          | 2000–        |
| 6    | Óscar Sonejee     | 4    | 106      | 0.038          | 1997–2015    |
| 7    | Jesús Lucendo     | 3    | 29       | 0.103          | 1996–2003    |
| 7    | Emiliano González | 3    | 37       | 0.081          | 1998–2003    |
| 7    | Jordi Aláez       | 3    | 60       | 0.05           | 2016–        |
| 7    | Marc Rebés        | 3    | 64       | 0.047          | 2015–        |

## Treinadores
- Isidro Codina (1996)
- Miluir Macedo (1998–1999)
- David Rodrigo (1999–2010)
- Koldo Álvarez (2010–)